# Система на отбранителен огън
Система на отбранителен огън или система на огъня – форма на оптималната организация на огневите средства на подразделенията (частите, съединенията), която се основава на съчетаването на всички възможни видове подготвено огнево въздействие върху противника с цел тяхното съвместно използване в хода на бойното стълкновение. Системата представлява единен план в съответствие със замисла на боя с оглед особеностите на релефа на местността, огневите възможности на всички видове налично въоръжение и придадени огневи средства, а също – тяхното тясно взаимодействие в съчетание с инженерните заграждения и естествените препятствия. Може да включва в себе си:
- участъци, рубежи и райони на масиран, съсредоточен и заградителен огън;
- зони на плътен и многослоен огън от всички видове оръжия върху непосредствените подстъпи към предните линии, по фланговете, по посока на вероятния пробив и в дълбочина на отбраната.

Трябва да осигури:
- маньовър на огъня за бързото му преместване върху критичните участъци и направления[4];
- нарастване на плътността на огъня с приближаване на настъпващите части на противника;
- надеждно прикритие на фланговете, междините и стиковете между съединенията[1].